# Sturm und Drang
Sturm und Drang (storm og trang) var en tysk romantisk litterær ungdomsbevægelse i slutningen af 1700-tallet. Den er opkaldt efter et skuespil af Friedrich Maximilian von Klinger og havde premiere i Seylersche Schauspiel-Gesellschaft i 1777 i Leipzig. Seyler-kompagniet havde en vigtig rolle i at fremme og popularisere Sturm und Drang-epokens dramatikere. Perioden regnes fra omkring 1767 til 1785. Litterære værker inden denne periode indeholder ofte handling og stærke emotioner, og værkerne  handler ofte om enkeltmenneskers oprør og reaktioner mod samfundsmæssige uretfærdigheder.
Den mest kendte repræsentant for bevægelsen er den yngre Goethe og hans roman Den unge Werthers lidelser fra 1774.
Særlig Johann Gottfried von Herder gav i den første tid inspiration til bevægelsen. Af personer uden for Tyskland kan blandt andre nævnes Jean-Jacques Rousseau. Den klassiske skildring af tiden gav Goethe i Dichtung und Wahrheit. Af de værker, som tilhører retningen, er Goethes og Schillers ungdomsarbejder de mest betydende.
Bevægelsen åbnede dørene for en mere øjeblikkelig og alsidig poesi, for en mere social og samfundsmæssig forbedring af livet; det gav utvivlsomt mere af impulser end af de færdige værker, men havde sin betydning netop heri og var yderst vigtig gennem den ungdommelige henrykkelse af følelser, retten til lidenskab og frihed gennem  kærlighed til naturen.
Andre vigtige værker:
- Zum Schakespears-Tag (1771) de værker
- Sesenheimer Lieder (1771)
- Götz von Berlichingen (1773)
- Prometheus (1773, ny udgave 1777)
- Ganymed (1774)

Af Friedrich Schiller
- Die Räuber (1781)
- Kabale und Liebe (1784)

Af Jakob Michael Reinhold Lenz
- Der Hofmeister (1774)
- Die Soldaten (1776)

Af Johann Heinrich Voss
- Tysk gendigtning af Homers Iliaden og Odysseen